# 家乡军十字勋章

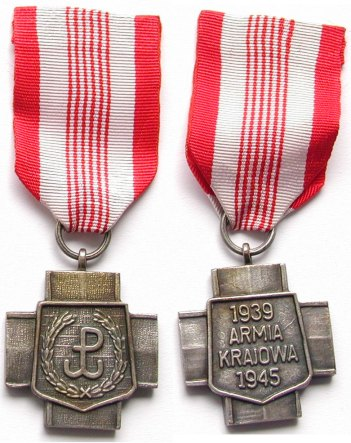
家乡军十字勋章

家乡军十字勋章（波蘭語：Krzyż Armii Krajowej）是波兰将领塔德乌什·科莫罗夫斯基于1966年8月1日设立的一项军事荣誉，以纪念波蘭地下國的军人们在1939-1945年间的付出。波蘭家鄉軍及其前身组织官兵有资格获颁该勋章。该勋章的首位获颁者是斯特凡·罗维茨基（追授）。
伦敦的波蘭流亡政府支持设立该勋章，而波兰人民共和国政权则不承认该荣誉，波兰人民共和国将大多持反共主義立场的家乡军成员视作国家公敌。东欧剧变后，波兰政府于1992年承认了家乡军十字勋章，并规定该勋章由波兰总统颁发，颁发一直持续到1999年5月8日。